# Nadine Schatz
Pour les articles homonymes, voir Schatz (homonymie).
Nadine Schatz ou Nadine Schatz-Najman, née le 10 septembre 1930 à Boulogne-Billancourt (Hauts-de-Seine) et morte à Auschwitz, est une enfant française juive, d'origine russe, qui durant la Seconde Guerre mondiale est séparée de sa mère et déportée, par le Convoi No. 36, en date du 23 septembre 1942, du Camp de Drancy vers Auschwitz, où elle est assassinée. Elle est âgée de 12 ans.

## Biographie
Nadine Schatz est née le 10 septembre 1930 à Boulogne-Billancourt (Hauts-de-Seine). Ses parents sont d'origine russe. Sa mère, Ludmilla Schatz, arrive en France, après la révolution russe de 1917,.
Ludmilla (ou Loudmilla) Bluma Schatz est née le 10 novembre 1896 à Toultchyn (Ukraine). Son père, Aaron Schatz est né en 1865 et sa mère, Rosalie Wourgaft (épouse Schatz) est née le 20 mai 1875  Toultchyn (Ukraine). Ludmilla fait partie d’une fratrie de quatre enfants. Ludmilla grandit à Odessa. 
Avec sa mère, elle quitte la région en 1919. Son père, Aaron Schatz, est tué pendant la Guerre civile russe.
Ludmilla Schatz et Rosalie Schatz immigrent en Roumanie. Ludmilla Schatz part pour la France en janvier 1923. Pianiste, elle a un visa sans limitation de durée. Sa mère, Rosalie Shatz, et sa sœur Cécile Schatz (qui survit à la Shoah), s'installent également en France.
Elle épouse Maurice Micznik. Le couple divorce. Elle se remarie avec Jakiel Najman, un écrivain, né le 3 décembre 1901 à Varsovie, Pologne. Ils habitent à Bagneux (Hauts-de-Seine). Ils ont une fille Nadine Schatz-Najman. Le couple divorce.
Le 29 décembre 1936, Jakiel Najman, qui habite au 16 rue Saint-Saëns dans le 15e arrondissement de Paris, demande la nationalité française, pour Nadine Schatz devant un juge de paix du 18e arrondissement de Paris.
Ludmilla Schatz a de la famille en France: une sœur, Cécile Schatz (épouse Drodovsky), naturalisée française, ingénieur-chimiste, et un frère, Boris Schatz,  chef-comptable et traducteur de langues étrangères. Boris Schatz (Berek Schatz) est né le 30 septembre 1898 à Tomaschow. Il est déporté par le Convoi No. 1, en date du 27 mars 1942, du Camp de Drancy/Compiègne vers Auschwitz. Sa dernière adresse est au: 6 rue Pradier dans le 19e arrondissement de Paris. Il est âgé de 44 ans.
De 1933 à 1935, de juillet à octobre, Ludmilla Schatz tient une pension de famille « La Lisière » à Boyardville (actuellement, 168 avenue de la place), île d’Oléron (Charente-Maritime). Elle habite au 18, rue Brochant dans le 17e arrondissement de Paris.
En juillet 1936, Ludmilla Schatz tient une pension de famille à Saint-Marc-sur-Mer  (Saint-Nazaire), (Loire-Atlantique).